# 5 Dywizjon Samochodowy
5 Dywizjon Samochodowy (5 dsam) – pododdział wojsk samochodowych Wojska Polskiego II RP.

## Formowanie i zmiany organizacyjne

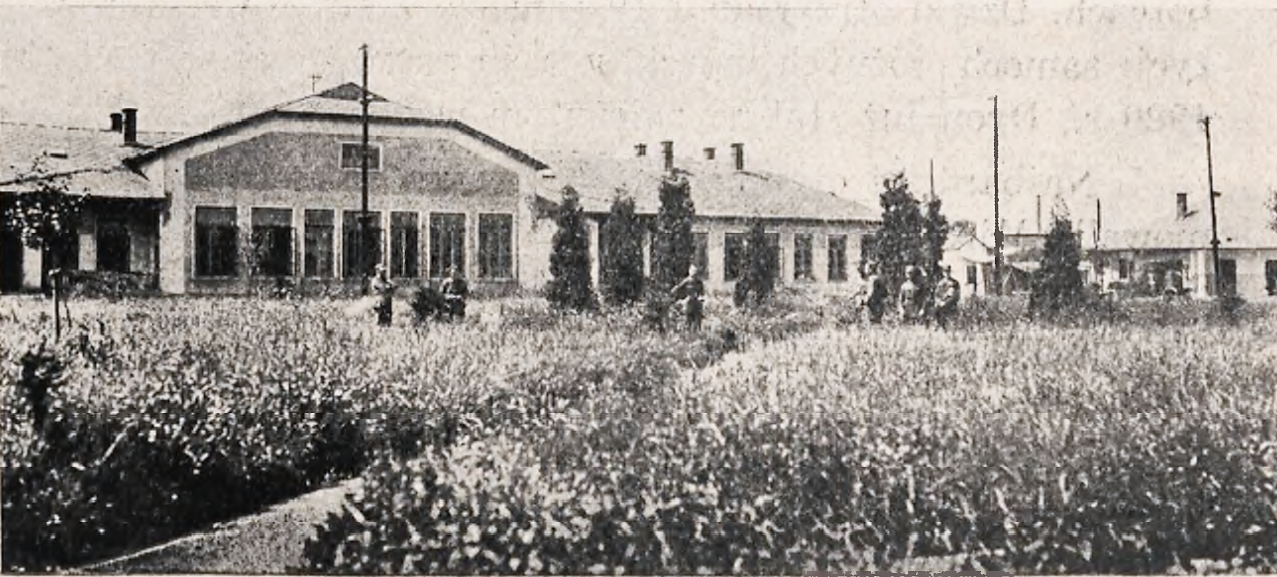
Budynki dowództwa 5 dywizjonu

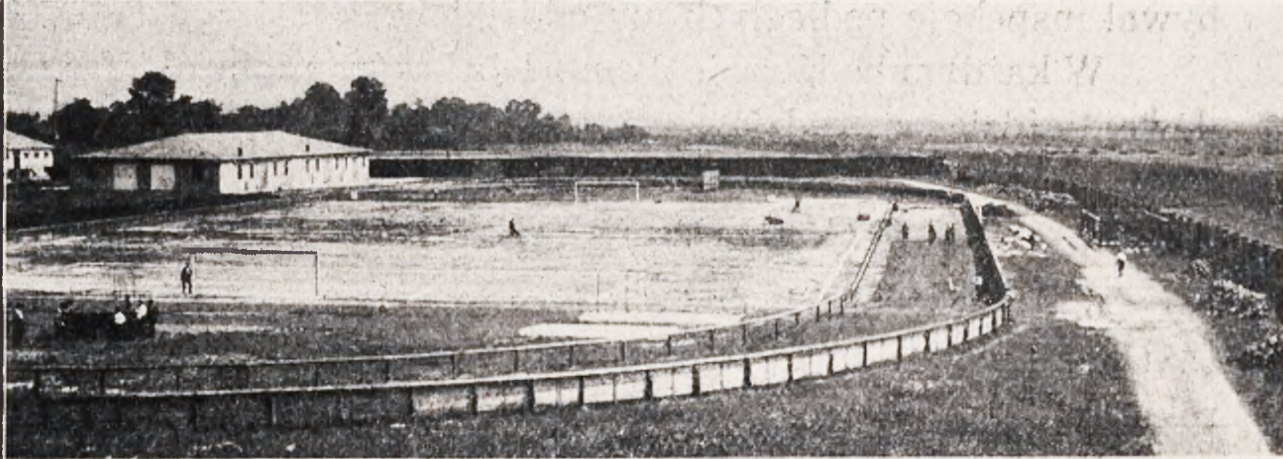
Stadion sportowy 5 dywizjonu

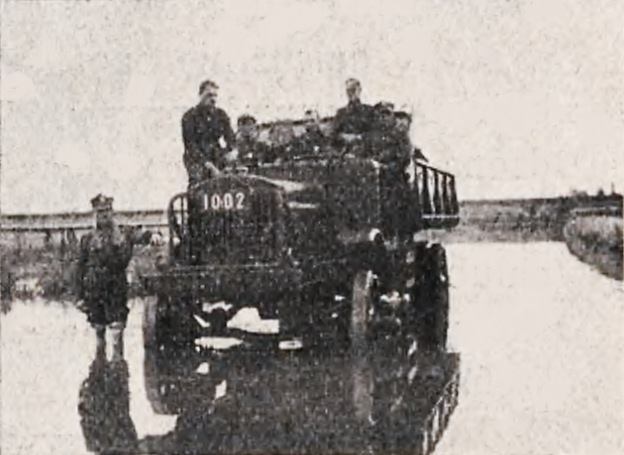
Powódź na terenie 5 dywizjonu samochodowego

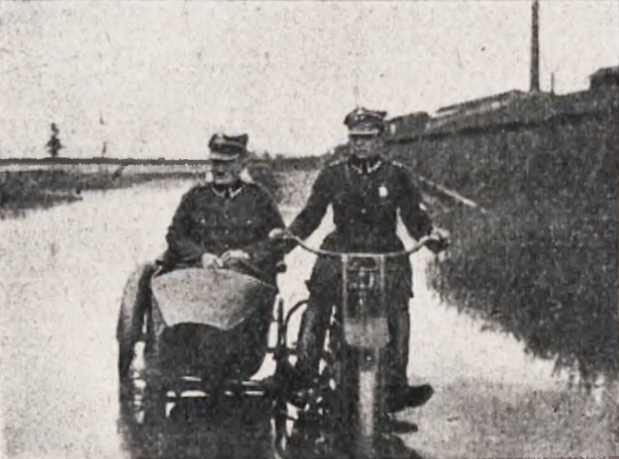
Motocykliści na zalanym terenie 5 dywizjonu samochodowego

Pierwsze jednostki samochodowe powstały samorzutnie w pierwszych dniach listopada 1918. W Krakowie powstał Zapasowy Korpus Samochodowy Okręgu Generalnego. Wykorzystywano sprzęt i materiały pozostawione przez wojska okupacyjne. Jednostką dowodził ppłk Tadeusz Piotrowski.
W strukturze dyonu występowała między innymi Kolumna Szkolna Samochodów Pancernych. Jesienią 1925 roku kolumna została wyłączona ze składu wojsk samochodowych, podporządkowana dowódcy 8 Pułku Ułanów Księcia Józefa Poniatowskiego i przemianowana na 5 Szwadron Samochodów Pancernych.
W 1934 roku ze składu 2 Pułku Pancernego w Żurawicy zostały wyłączone i dyslokowane do garnizonu Kraków dwie kompanie czołgów i jedna kompania szkolna. Wymienione pododdziały połączone z 5 dsam utworzyły 5 Batalion Czołgów i Samochodów Pancernych, który później został przeformowany w 5 Batalion Pancerny.
19 maja 1927 Minister Spraw Wojskowych ustalił i zatwierdził datę święta dywizjonu na dzień 31 października. 1 maja 1931 Minister Spraw Wojskowych zmienił datę święta z 31 października na 16 maja.

## Dowódcy dywizjonu
- mjr / ppłk sam. dr Tadeusz Kazimierz Piotrowski[a] (do III 1929[7][8][9][10])
- mjr sam. Wacław Hryniewski (1929 – X 1931[11])
- ppłk sam. Felicjan Madeyski (X 1931[11] – IV 1934)

## Odznaka pamiątkowa
21 kwietnia 1931 roku Minister Spraw Wojskowych, Marszałek Polski Józef Piłsudski zatwierdził wzór i regulamin odznaki pamiątkowej 5 dsam.
Odznaka o wymiarach 42x42 mm ma kształt krzyża maltańskiego o ramionach zakończonych kulkami. W centrum umieszczono herb Krakowa, na ramionach krzyża wpisano rok 1918. Jego ramiona oplata opaska z napisem 5 DYWIZJON SAMOCHODOWY. Dwuczęściowa - oficerska wykonana w srebrze. Wykonanie: Franciszek Malina - Kraków.